# Rissoella hertleini
Rissoella hertleini är en snäckart som beskrevs av A. G. Smith och M. Gordon 1948. Rissoella hertleini ingår i släktet Rissoella och familjen Rissoellidae. Inga underarter finns listade i Catalogue of Life.